# Salem (Massachusetts)
Salem és una població dels Estats Units i coseu del comtat d'Essex, juntament amb  Lawrence, a l'estat de Massachusetts. El nom Salem està relacionat amb el mot hebreu shalom, que significa pau.
Molta gent assoccia la ciutat amb el Judici a les Bruixes de Salem del 1692, que la ciutat utilitza com a atracció turística. Tanmateix, la importància genuïna de Salem en la història americana és la seva posició com un port utilitzat per la East Indies Trade. La ciutat també es confon amb el Salem del culebrot Days of Our Lives, amb el qual no hi ha cap relació.

## Persones il·lustres
- Arthur Foote, compositor (1853-1937)
- Benjamin Peirce, matemàtic (1809-1880)
- John Homer Grunn (1880 - 1944) compositor i pianista,